# Rhinolophus huananus
Rhinolophus huananus és una espècie de ratpenat de la família dels rinolòfids. Viu a la Xina meridional.

## Descripció

### Dimensions
És un ratpenat de petites dimensions, amb una llargada del cap i el cos de 33,49–40 mm, la llargada de l'avantbraç de 39,30–43,12 mm, la llargada de la cua de 14–22 mm i la llargada de les orelles de 19,43–22,59 mm.

### Aspecte
El pelatge és de llargada mitjana. Les parts dorsals són marró-groguenques més fosques a les espatlles, mentre que les parts ventrals són lleugerament més clares. La base dels pèls és blanca-grisenca a tot arreu. Les orelles són de llargada mitjana. La fulla nasal presenta una agulla triangular i amb la punta arrodonida, un procés connectiu elevat i amb el perfil arrodonit, i un solc curt i cobert de petits pèls clars. La porció anterior és ampla, cobreix gairebé completament el musell i té una fulleta addicional a sota. Les membranes alars són de color marró fosc. La cua és llarga i inclosa completament a l'ample uropatagi. La primera premolar superior és petit i situat al llarg de la línia alveolar.

## Biologia

### Alimentació
S'alimenta d'insectes.

## Distribució i hàbitat
Aquesta espècie és difosa a les províncies xineses meridionals de Guangdong, Guangxi i Jiangxi.

## Estat de conservació
Com que fou descoberta fa poc, l'estat de conservació d'aquesta espècie encara no ha estat avaluat formalment.